# Delphinium rangtangense
Delphinium rangtangense är en ranunkelväxtart som beskrevs av Wen Tsai Wang. Delphinium rangtangense ingår i släktet storriddarsporrar, och familjen ranunkelväxter. Inga underarter finns listade i Catalogue of Life.